# 梯级水电开发
梯级水电开发是指从河流或河段的上游到下游，呈阶梯形地修建一系列水电站，以充分利用水能资源的开发方式。梯级水电开发是利用河流水能资源的一种方式。河流梯级开发中的每一座水电站，称为梯级水电站或梯级工程。

## 规划
梯级水电开发的规划步骤大致如下：
- 收集、研究全河或有关河段的地形、地质、水文、社会经济及生态环境等基本资料。
- 收集、研究规划区域内近期和远景的电力需要和防洪、灌溉、城乡供水、航运、过木、过鱼、泥沙处理及环境保护等综合利用要求。
- 勘察选定可能的开发地址。
- 对选定的梯级站址按重要程度进行不同深度的勘测研究工作。
- 对每一个梯级站址研究其可能的不同开发方式和规模。对各个可能的比较方案进行优化选择。
- 对由梯级工程组合成的若干个梯级开发方案，进行优选，选出最优的梯级开发方案。
- 上述两个优选过程是互相联系、互相影响的。利用电子计算机能较好地解决这一多变量、多层次、多目标的优选过程。
- 在选定的河流梯级开发方案中选出第一期工程或近期开发的工程。同时，研究其他梯级工程进一步开发的程序，以及下一阶段应当进行的工作。
- 对于第一期工程或近期开发的工程，进行比其他梯级工程更为深入的勘测设计工作。

在梯级开发规划中，水电站的尾水位往往与下一梯级水电站的正常蓄水位相衔接，或略有重叠，以充分利用河流的落差。但在某些局部河段，由于有大片的农田，重要的居民区、城市，主要的交通设施或重要的古迹等，为了避免造成代价过大的淹没，经过研究论证，可以放弃这一河段落差的利用。
在河流梯级开发规划方案中，有一些梯级水电站因水库的调节能力很小，或没有调节能力，其作用主要是开发利用所在河段的落差。另一些梯级水电站则具有很大的水库，对河流流量调节的能力很大。这些大水库往往又具有广泛的综合利用功能，是一些关键性的梯级工程，在规划中必须特别予以重视。位于河流上游的大水库，对全河流量都有调节作用，影响极大，有时被称为龙头水库，如黄河上游的龙羊峡水电站的水库。各个梯级水电站库容的大小，主要取决于当地的地形、地质条件，也受到淹没损失的制约。
河流主要支流的开发，在流量调节、梯级布置和开发次序等方面会对干流的开发产生重要的影响。因此，在研究干流梯级开发规划时，也应研究一些重要支流的开发问题。
河流综合利用各方面对水库的要求既有共同之处，又有不同之处。在水库的规模、位置及运用方式等问题上，发电、防洪、灌溉、城乡供水、航运、过木、过鱼、泥沙处理和环境保护等方面都会有不同的要求。河流的综合利用是一项十分复杂的工作。在河流梯级开发规划中，必须慎重处理各有关方面的要求和影响。
在发电方面，上游水库的调节可以对下游的每一个梯级电站产生效益，增加其保证出力和发电量。上游水库的位置愈高，库容愈大，其效益也愈大，这种水库称为蓄能水库。水库中每一单位体积的水量所蕴藏的电能，不仅是按水库本身所利用的落差计算，而且把下游全部梯级所利用的落差计算进去，所算得的电量远大于该水库本身的发电量。
在防洪方面，既要考虑防洪所需的库容，又要考虑防洪水库和被保护地区的相对位置。一般情况下，离被保护地区愈近的水库，其防洪作用愈大。
在灌溉方面，要考虑到可能发展的灌区位置、规模、用水量及其季节分配，以及取水口的位置等因素对河流梯级开发规划的影响。
在城乡供水方面，要考虑供水范围、供水量、对水质的要求，以及废污水处理和排放等问题及其对河流梯级开发规划的影响。
在航运方面，规划梯级水电开发时，要考虑梯级渠化规划。除了在枢纽布置中安排适当的通航设施外，还要考虑在水库回水末端尽可能保持足够的通航水深，以及在水电站下游由于发电出力变化而引起的下游流量及水位变化对航运的影响。
河流的梯级开发是一个不断发展的认识过程。随着开发规划的逐步实施，对规划方案不断进行修订是必要的。中国的黄河梯级开发规划、红水河梯级开发规划等都曾进行过多次的修订。 美国的哥伦比亚河梯级开发规划在过去的50年内已进行过5次修订。
由于计算工具和计算方法的发展，河流梯级开发的规划工作也得到了重大的改进。利用计算机有可能把具有大量数据的比较方案，在较短时间内完成优化计算。

## 实施
梯级规划中所选出的第一期工程是在规划河流上应予首先兴建的工程。其他梯级工程也应按合理的次序陆续修建。
一条河流的梯级开发方案是一个有机的整体。各个梯级工程之间存在着互相影响、互相依存和互相制约的关系。
在开发顺序上，上游水库库容较大的水电站宜尽早修建，取得调节流量的效益。下游的一些无调节或少调节的梯级电站，则宜在上游水库库容较大的水电站建成后再进行修建，以保证较好的供电质量。
在经济指标上，上游水库库容较大的水电站由于工程规模和水库淹没的费用往往较大，其单位容量投资也较大。位于下游的梯级电站的单位容量投资则往往较小。在此情况下，当安排开发程序时，不宜孤立地评价各个梯级电站单独的经济指标，而要全面地评价整个梯级开发方案的整体经济指标，使具有调节水库的电站和缺少调节能力的电站在开发程序中得到恰当的安排。
在梯级开发方案的实施中，还要使各个梯级电站的施工期尽可能互相衔接，保持较好的连续性。一支施工队伍在同一条河流上连续修建一系列的梯级工程，在降低造价、缩短工期等方面可以取得较大成效，已有许多实例可以证明。在同一条河流上从事勘测、设计、施工的技术人员，也易于积累经验，提高技术水平。
为了保证梯级开发实施的合理性和连续性，需注意选择第一期工程的规模和梯级方案的总规模，使其既能符合地区或合理供电范围内电力增长的要求，又能适应资金筹集的要求。

## 例子
世界各国普遍重视河流梯级开发，一般在上游尽可能地修建调节性能好的大水库，中下游根据综合利用要求和开发条件布置各个梯级，而其开发顺序则根据整体经济指标的要求合理安排。如哥伦比亚河，上游在加拿大，下游在美国，干流长约2000km，落差808m，分15级开发。美国于1932年一1972年先建11级水电站，共装机1172万kW，后扩建为1953万kW。1961年，美国和加拿大签订哥伦比亚条约。条约规定，加拿大在上游建3座水库，其中1座在支流。加拿大在干流2级电站已建成，装机363万kW。又如加拿大詹姆斯湾的拉格朗德河处于北纬53度。以上的严寒地区，长861km，计划修建7级水电站，总装机容量1523.6万kW。从1973年开始陆续兴建了第2级、第3级、第4级和第1级等4座大水电站，装机容量分别为533万kW、230万kW、265万kW和137万kW。1998年拉格朗德二级水电站扩建为732.6万kW。